# District de Jiao (Jiamusi)
Pour les articles homonymes, voir Jiao.
Le district de Jiao (郊区 ; pinyin : Jiāo Qū) est une subdivision administrative de la province du Heilongjiang en Chine. Il est placé sous la juridiction de la ville-préfecture de Jiamusi dont il couvre la plus grande partie de la banlieue.